# Công tước xứ Lancaster

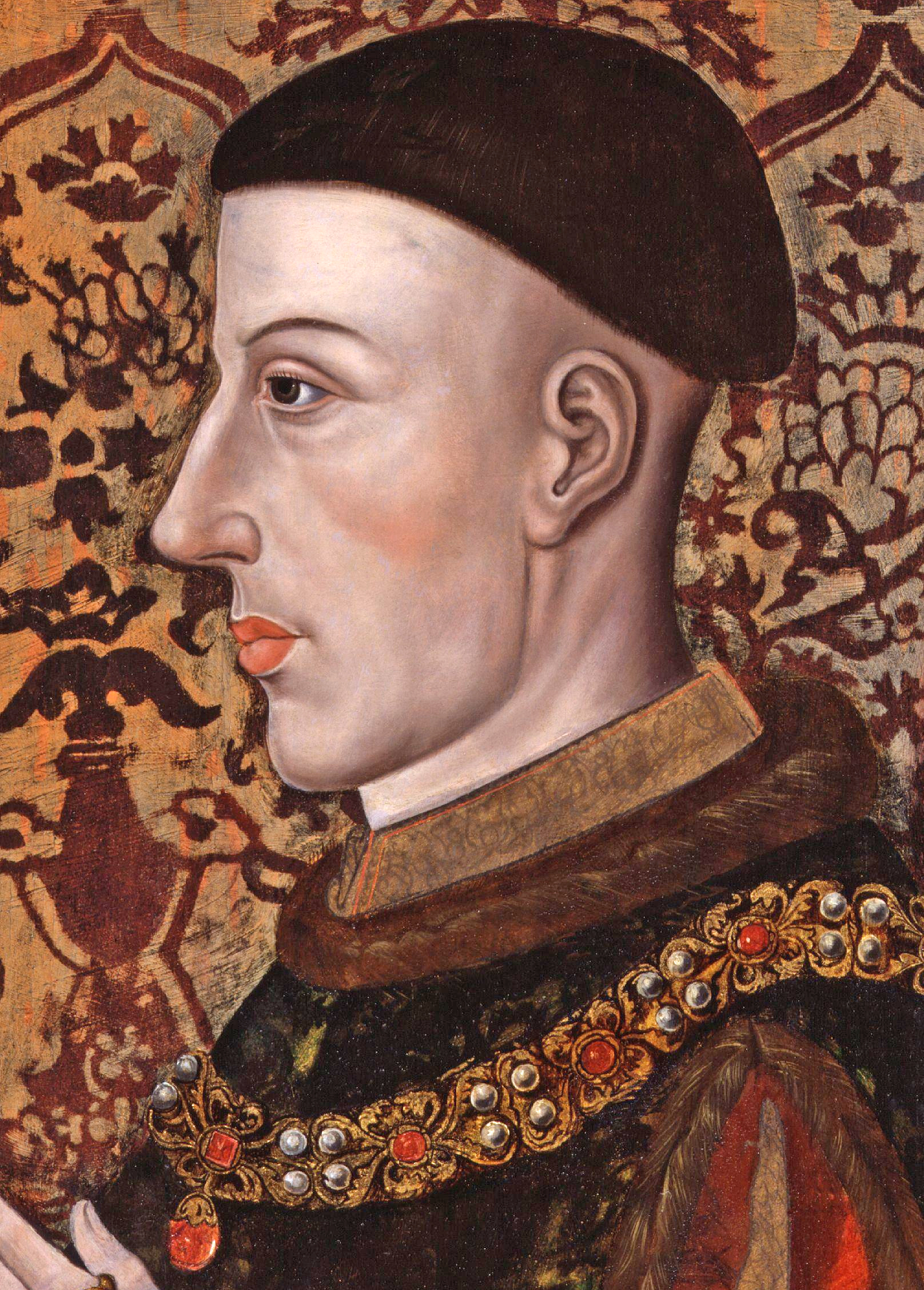
Henry, Hoàng thân xứ Wales là người cuối cùng giữ tước vị này trước khi nó được nhập vào ngôi vua khi ông lên ngôi trở thành Henry V

Công tước Lancaster thuộc Đẳng cấp quý tộc Anh, đã có một vài Công tước xứ Lancaster được tạo ra vào thế kỷ 14 và 15. Xem thêm Đất công tước xứ Lancaster.
Đã từng có ba lần tước vị Công tước xứ Lancaster được phong.
Lần phong đầu tiên là vào ngày 6 tháng 3 năm 1351, cho Henry xứ Grosmont, Bá tước thứ 4 xứ Lancaster, chắt của Vua Henry III; ông này cũng là Bá tước thứ 4 xứ Leicester, Bá tước thứ nhất xứ Derby và Bá tước thứ nhất xứ Lincoln. Tước vị này mất đi khi Công tước thứ 1 mất năm 1361.
Lần phong thứ hai diễn ra vào ngày 13 tháng 11 năm 1362, cho John xứ Gaunt, Bá tước thứ nhất xứ Richmond, người vừa là con rể của Công tước thứ nhất vừa là con thứ tư của Vua Edward III. John đã kết hôn với Blanche xứ Lancaster, Công nương thứ 6 xứ Lancaster, con gái của Công tước thứ nhất trong lần phong đầu tiên. Khi Công tước thứ nhất của lần phong này qua đời vào ngày 4 tháng 2 năm 1399, tước Công tước được truyền cho con trai của John, Henry xứ Bolingbroke, Công tước thứ nhất xứ Hereford.  Vào cuối năm đó, Công tước thứ 2 mới này cướp ngôi vua nước Anh của Richard II, lên ngôi với niên hiệu Henry IV, tại thời điểm này tước Công tước đã được nhập vào ngôi vua.
Lần phong thứ ba là vào ngày 10 tháng 11 năm 1399, cho Henry xứ Monmouth, Hoàng thân xứ Wales, con trai trưởng của tân quốc vương. Vào năm 1413, Công tước thứ nhất kế vị ngai vàng với niên hiệu Vua Henry V, và tước Công tước lại được nhập vào ngôi vua một lần nữa.
Đất công tước xứ Lancaster vẫn tiếp tục tồn tại như một thực thể độc lập với Đất Hoàng gia và hiện thu nhập từ nó được chuyển cho đức vua, Nữ hoàng Elizabeth II. Đức Vua trị vì được phong danh hiệu Công tước xứ Lancaster, bất kể giới tính, mặc dù đó chỉ là một tước vị danh dự và là một danh hiệu hoàng gia. Tước Công tước đã mất đi sau khi Henry VI đã ban đặc quyền giới hạn nó chỉ trong 'người thừa kế là nam giới'. Tuy nhiên, George V đã thông qua việc tiếp tục sử dụng tước hiệu này.
Theo truyền thống tại những bữa ăn tối trịnh trọng (đặc biệt tại các trung đoàn lực lượng vũ trang Lancaster), khi người ta nâng cốc lần đầu để chúc tụng quốc vương, họ sẽ nói "Vì Nữ hoàng, Công tước xứ  Lancaster".

## Công tước xứ Lancaster, lần phong đầu tiên (1351)
- Henry xứ Grosmont, Công tước thứ nhất xứ Lancaster (1306–1361) (không còn nữa)

## Công tước xứ Lancaster, lần phong thứ hai (1362)
- John xứ Gaunt, Công tước thứ nhất xứ Lancaster (1340–1399)
- Henry Bolingbroke, Công tước thứ 2 xứ Lancaster và Công tước thứ nhất xứ Hereford (1367–1413) (trở thành Vua Henry IV năm 1399)

## Công tước xứ Lancaster, lần phong thứ ba (1399)
- Henry xứ Monmouth, Hoàng thân xứ Wales, Công tước thứ nhất xứ Lancaster (1386–1422) (trở thành Vua Henry V năm 1413)